# WSS Docs
WSS Docs — система электронного документооборота на базе MS SharePoint Foundation, автоматизирующая все типовые процессы документооборота.
Система электронного документооборота WSS Docs является «коробочным» решением, содержащим базовый набор функциональных возможностей и процессов, необходимых для организации электронного делопроизводства и документооборота. Система оптимизирована для работы в крупных и территориально-распределенных компаниях, но также подходит и компаниям среднего бизнеса. Функциональность СЭД WSS Docs изменяется без привлечения программистов.

## Разработчик
Компания WSS-Consulting была основана в 2003 году специалистами-экспертами в области разработки корпоративных информационных систем.
Создатели компании WSS-Consulting взяли за основу идею реализации качественных промышленных решений в области корпоративных порталов и автоматизации документооборота на основе платформы Microsoft SharePoint.

## Состав системы WSS Docs

### Основные процессы
Система электронного документооборота WSS Docs 4.3 в коробочном варианте автоматизирует следующие процессы делопроизводства и документооборота:
- Регистрация входящих документов
- Подготовка и регистрация исходящих документов
- Подготовка и регистрация служебных и объяснительных записок
- Согласование и регистрация приказов и распоряжений
- Регистрация протоколов совещаний
- Согласование договоров, дополнительных соглашений. Контроль исполнения договоров
- Постановка, исполнение, подтверждение поручений. Иерархическая структура поручений (возможность создавать дочерние поручения, отслеживание статуса исполнения). Создание поручений в рамках документа
- Согласование и контроль исполнения заявок на оплату счетов
- Архив нормативно-справочной информации, согласование и архив НСИ
- Документ со свободной маршрутизацией (пользователь определяет состав согласующих и тип согласования, адресата, адресатов рассылки)

Дополнительные опции: 
- Архивное делопроизводство
- Архив ПСД
- Сканирование
- Потоковый ввод
- Электронная Подпись
- Интеграция с ERP
- Интеграция с Project Server

Путём настройки в WSS Docs возможно создание новых бизнес-процессов и видов документов, либо изменение логики работы уже существующих.

### Мобильный клиент
Мобильный клиент WSS Docs позволяет работать с системой электронного документооборота с iPad.
Возможности:
1. Просмотр документов, находящихся на рассмотрении у текущего пользователя.
  - Просмотр полей карточки
  - Просмотр текста файлов (Word, Excel, PowerPoint, PDF, JPEG, Tiff)
  - Просмотр истории решений по документу

2. Принятие решений по документу, доступных текущему пользователю (Согласовать, Отклонить, Отправить на доработку и т.п.)
3. Создать вложенное поручение по документу. Просмотреть вложенные поручения по документу.

Важной отличительной особенностью является off-line режим работы, при котором пользователю на iPad закачиваются все документы, находящиеся у него на рассмотрении, и пользователь может выполнять все действия (просмотр, принятие решений и т.п.) без наличия доступа к интернету.
При появлении доступа в интернет все принятые решения синхронизуются с системой документооборота.

### Интеграция с Outlook
В системе электронного документооборота WSS Docs предусмотрено взаимодействие с Outlook посредством клиентской надстройки. Надстройка позволяет производить следующие действия с документом:
1. Принимать решения;
2. Ставить поручения по документу;
3. Просматривать превью файлов документов;
4. Редактировать файлы документа;
5. Просматривать историю решений, Лист согласования;
6. Распечатать Лист согласования;
7. Подписывать файлы документа.

Клиент Outlook также поддерживается работу в off-line режиме (когда нет доступа к СЭД).

## Особенности решения
Система WSS Docs обладает следующим функционалом:
1. Настраиваемые процессы согласования, исполнения документов
2. Интуитивно понятный интерфейс работы с документами
3. Настраиваемые маршруты согласования документов
  - Последовательное согласование
  - Параллельное согласование
  - Комбинации последовательного и параллельного согласования
4. Поиск и фильтрация
  - Поиск документов по фильтрам, настроенным на любые поля карточки
  - Полнотекстовый поиск документов с учётом русской морфологии
  - Настраиваемые представления
5. Оповещения системы по email
  - По всем событиям по документу
  - Возможность принятия решений из письма
6. Контроль исполнительской дисциплины
  - Контроль сроков согласования
  - Контроль сроков исполнения поручений
  - Ежедневные напоминания обо всех просроченных документах
7. Система заместителей
  - Для каждого сотрудника в системе может быть установлен заместитель
8. Широкие возможности регистрации документов, нумерация документов
  - Шаблоны регистрационных номеров
  - Автоматическая нумерация документов и проектов документов
  - Возможность задавать регистрационный номер как из системы, так задавать номер вручную
  - Возможность зарегистрировать документ задним числом
9. Просмотр родительских и дочерних документов и всей иерархии документа
  - В каждом документе системы есть возможность просмотреть родительские и дочерние документы
10. Работа с файлами документов
  - Возможность прикреплять к карточке документа произвольное количество файлов. Возможность комментировать прикрепленные файлы
  - Отслеживание версий каждого прикрепленного файла, сравнение версий
11. Разграничение доступа к карточкам и файлам документов
  - Разграничение доступа на основе ролей и правил
  - Доступ может устанавливаться на документ в целом, на файлы, на отдельные поля карточки
12. Запись всех действий и решений пользователей по документу в истории решений, в которой фиксируется:
  - Пользователь, принявший решение, его роль
  - Название решения, Время принятия решения
  - Все оповещенные по решению сотрудники

## Общие возможности настройки
Решение обладает гибким настраиваемым функционалом и реализует следующие
возможности по настройке:
1. Жесткие и гибкие (задаваемые пользователем) маршруты
  - Возможность формирования маршрутов согласования документов, как на уровне типа документа, так и непосредственно пользователем при запуске документа на согласование. Допускается как последовательное, так и параллельное согласование, а также их комбинации. При этом часть маршрута может быть задана жестко, а часть задаваться пользователем при запуске документа на согласование
2. Установка заместителей для каждого вида документов
3. Настраиваемые справочники, в том числе иерархические
4. Каталогизация документов (один документ может располагаться в различных папках)
5. Настройка полей карточки, полей фильтров, представлений

## Преимущества системы
Система реализована на платформе MS SharePoint:
1. Интеграция с продуктами Microsoft, в том числе Office, Active Directory.
2. Полное использование платформы SharePoint. Возможность тесной интеграции с порталом на SharePoint.
3. Снижение издержек на администрирование системы, так как SharePoint является частью Microsoft инфраструктуры.
4. Хранение и обработка до 50 млн документов
5. Время отклика системы на действия пользователя < 1 сек
6. Работа в территориально-распределенной среде
7. Простота в использовании

Система обладает простым интуитивно понятным интерфейсом:
1. Ничего лишнего в карточке документов. Принцип «минимизации кликов».
2. Простые и функциональные интерфейсы работы со списком документов (как архивных, так и текущих). Персонализированные интерфейсы (личный кабинет).
3. Наглядное представление передвижения документа по процессу, отслеживание статуса и истории действий над документом.
4. Контроль корректного заполнения информации.
5. Работа в территориально — распределенных компаниях и холдингах

Архитектура разработана с учётом возможности подключения филиалов компании или компаний холдинга к СЭД:
1. Процессы документооборота у филиалов или компаний холдинга могут полностью совпадать, а могут и учитывать особенности работы филиала или компании холдинга.
2. Гибкость настройки ролей

— Часть ролей может быть настроена независимо для каждого филиала (например, сотрудник Канцелярии) / компании, а часть может быть общей (например, Ведущий юрист).
3. Интеграция входящей — исходящей корреспонденции.
— При создании исходящего письма, адресованного сотруднику другого филиала / компании холдинга система автоматически формирует входящее письмо в компании — адресате и оповещает регистраторов.
4. Масштабируемость системы позволяет работать в СЭД более 10 тыс. пользователям. Также WSS Docs позволяет создать федеративную среду, когда сервера установлены в различных компаниях холдинга, но при этом осуществляется прозрачная синхронизация всех документов так, что все компании работают в едином информационном пространстве системы документооборота.

## Крупнейшие проекты
- ОГК — 3[3]
- Tez Tour
- Энергостройинвест — холдинг
- Expressbank
- АРКС
- Nycomed
- Корпорация СТС
- СТС Медиа[4]
- МузТВ
- 7ТВ
- ВИАМ
- Русский алкоголь
- ЭК Восток
- ОСМП QIWI
- Русагро
- Севзапэлектросетьстрой
- Северо — западный энергетический инжиниринговый центр
- Голос России
- Россия Сегодня
- СК Цюрих
- Guta Development
- Инжиниринговый Центр Энерго
- Новая инжиниринговая компания
- Оптоган
- Стройтехконтакт
- Стройтехкомплект
- Маринс — групп
- Сев — Зап НТЦ
- Строй Сити
- Северсталь — Проект
- Би — ай — си
- Дальэнергосетьстрой
- Servier
- BNS Group
- Дельта Кредит
- Новгородсетьстрой
- Сибтрубопроводстрой
- Веста Регионы
- ПЦ Энерго
- Акрихин

## Технические требования
SharePoint любой из версий:
- SharePoint Server 2007

— SharePoint Server 2010
— SharePoint Foundation 2010 (бесплатная версия SharePoint 2010)
— SharePoint Server 2013
— SharePoint Foundation 2013 (бесплатная версия SharePoint 2013)
- SQL Server 2008 Standard и выше;
- Windows Server 2008 Standard и выше